# Sulàyhides
Els sulàyhides foren una dinastia ismaïlita del Iemen que va governar la regió muntanyosa i la Tihama entre vers 1047 i 1138 en dues fases: la de Sanaa del 1047 al 1087 i la de Dhu Djibla (Djubla) del 1087 al 1138.
La dinastia fou fundada per Ali ibn Muhammad al-Sulayhi, un cap religiós educat en el xafiïsme ortodox que fou convertit encara jove a l'ismaïlisme pel dai fatimita Sulayman ibn Add Allah al-Zawahi; després d'uns anys aprenent la doctrina va acabar sent nomenat khalifa del dai dins la dawa fatimita. El 1047 l'imam de Sa'dah havia estat eliminat per un imam daylamita proclamat a Bewn, que va entrar a la ciutat i la va devastar entrant tot seguit a Sanà; fou llavors quan Ali ibn Muhammad al-Sulayhi es va revoltar amb els seus adeptes a la seva regió natal d'Haraz, al Djabal Mawsar (o Mesar) al nord-oest de Sanà, marxant sobre aquesta ciutat pel Hadur Nabi Shuayb; va derrotar les forces de l'imam zaydita de Zabid i dels nadjàhides sunnites i va acabar conquerint Sanà en data incerta (anterior al 1063); també va conquerir Zabid i Aden (però les fonts no es posen d'acord en la data que varia entre 1048 i 1062) i fou reconegut des de la Meca a Hadramaut (1063). Va nomenar governadors a la Tihama, a al-Djanad o Djened (prop de Taizz) i a al-Takar (una fortalesa de muntanya al sud de les terres altes, prop d'Ibb). El 1063 ja dominava Sanà i tot el Iemen al sud d'aquesta ciutat, i va reconèixer al califa fatimita; el 1064 va nomenar governador de Zabid a Asad ibn Shihab, marit de la seva germana Asma, amb la condició de pagar tribut. La família dels Banu Man (Iemen) van restar com a senyors tributaris a Aden. Ali va cedir com a dot el tribut que pagaven els Banu Man d'Aden a la seva jove i besneboda Sayyida Hurra o Sayyida Arwa bint Ahmad, quan es va prometre amb el seu fill al-Mukrim o al-Mukarram. Potser fou el 1066 (altres fonts ho situen el 1081) quan Ali va ser assassinat a Mehdjem; segons la història Ali hauria fet enverinar a Nadjah (el fundador de la dinastia nadjàhida) per una esclava que li havia regalat, vers el 1060 i fou llavors quan, en la confusió de la mort, Ali es va apoderar de Zabid; els dos fills de Nadjah van fugir a les illes Dahlak; el fill gran, Muarik, es va suïcidar però els altres dos, Said al-Ahwal (Said l'Estràbic, també Said al-Mahdjam) i Abu l-Tami Djayyash van decidir recuperar el poder i el primer va tornar clandestinament a Zabid i va preparar el terreny; després va arribar el seu germà; llavors els dos homes van sortir públicament i van assassinar Ali el-Sulayhi quan aquest anava de camí a la Meca (1081); Said fou proclamat emir amb el suport de les tropes abissínies locals que conservaven la fidelitat al seu pare. La vídua d'Ali, Asma, fou retinguda presonera a Zabid. La successió a Sanà va passar al fill d'Ali al-Sulayhi, conegut com al-Mukarram o al-Mukrim (Ahmad Ibn Ali al-Mukarram o al-Mukrim) mentre el seu germà Abd Allah va iniciar una branca familiar (el seu fill Ahmad ibn Abd Allah, i la filla d'aquest Arwa bint Ahmad) amb poder local.
Said va aconseguir dominar gran part de la Tihama i va pressionar sobre les fortaleses sulàyhides de l'Haraz i al-Takar. Asma va poder cridar al seu fill Ahmad Ibn Ali al-Mukarram per anar a rescatar-la (1068 o 1083) i Ahmad va ocupar per segon cop Zabid per als sulàyhides i va reprendre l'ofensiva; els dos germans nadjàhides van fugir altre cop a les illes Dahlak. Al-Mukarram es va casar formalment el 1069 amb la seva cosina al-Sayyida Arwa bint Ahmad (també esmentada com Sayyida Hurra). En circumstàncies no especificades Said va recuperar el poder el 1086 i el seu marit al-Mukarran li va cedir els afers d'estat; el 1087 Sayyida Arwa va decidir abandonar Sanà i instal·lar la seva capital a una petita vila fundada el 1066 al peu de la muntanya d'al-Takar anomenada Dhu Djibla (o simplement Djubla) on va convertir el palau en mesquita (encara subsistent) i on després va construir un nou palau, el Dar al-Izz (actualment hi ha un palau però no és aquest sinó que fou construït al seu damunt). Sayyida està enterrada en aquesta població i la seva tomba encara es conserva.
Probablement poc després de morir Asma, la reina mare dels sulàyhides, el sobirà nominal al-Mukarram, es va instal·lar tanmateix a Dhu Djibla. Sayyida Arwa i al-Mukarran van tenir almenys quatre fills: Muhammad, Ali (ambdós van morir joves), Umm Hamdan i Fàtima. Els sulàyhides sota Sayyida Arwa cobrava el tribut d'Aden que pagaven els Banu Man que hi governaven (Aden, Abyan i Hadramaut) però des de la mort d'Ali, els Banu Man havien començar a fer el ronsa amb el tribut i vers el 1083 van refusar obertament el pagament i llavors els seus dominis foren ocupats per al-Mukarram que els va cedir a dos germans, Abbas i Masud, fills d'un tal al-Karam (o al-Mukarram o al-Mukrin) ibn Yam al-Hamdani, un cap tribal que l'havia ajudat en la conquesta de Zabid. Abbas va rebre les terres interiors i la fortalesa d'al-Takar (també Takir o Taker, que controlava l'accés a l'istme) mentre Masud va rebre la zona costanera amb la fortalesa de Khadra (des de la que es podia supervisar el tràfic marítim), pagant conjuntament el tribut a Sayyida Arwa; mort Abbas el va succeir el seu fill Zuray (o Zurayh) ibn Abbas, i Masud va conservar el seu territori. Zuray va obtenir Dunluwa el 1087.
Sayyida Arwa va planejar una elaborat pla per desfer-se de Said al-Ahwal de Zabid. Va entrar en contacte amb aquest i li va fer creure que podia atacar Sanà i prendre el poder mercès a la seva ajuda; mentre el que va fer fou reunir un exèrcit que secretament es va dirigir a Zabid just al mateix temps que Said avançava cap a Sanà. L'exèrcit de Sayyida Arwa es va apoderar de la desguarnida Zabid, i ràpidament va fer mitja volta per atacar a Said al-Ahwal per l'esquena. La batalla es va lliurar prop d'al-Takar (o Taker o Takir) i el nadjàhida va ser derrotat i mort (1088). El seu germà Djayyash va fugir a l'Índia amb el seu visir Khalaf ibn Tahir, tornant al cap d'un temps disfressat d'indi i preparant un complot que va prendre el poder el 1074 o 1089 (hi va governar fins a la seva mort el 1106).
Només tres anys després (1091) va morir al-Mukarram i Sayyida Hurra o Arwa va quedar al front del govern, i de fet fou el final de la dinastia sulàyhida estricte. Sayyida va encarregar llavors la direcció dels afers a al-Mufaddal ibn Abi l-Barakat ibn al-Walid al-Hymiar, fill d'un comandant fidel d'al-Mukarram destacat a la batalla d'al-Takar, mentre un oncle, Abu l-Fatuh ibn Walid rebia el govern de Taizz. Mufaddal va governar amb capital a al-Takar (on ja havia fet portat el tresor per raons de seguretat), amb el seu germà com a lloctinent. Un altre alt càrrec nomenat fou Saba ibn Ahmad, enemic jurat dels nadjàhides; Saba es va casar amb la reina però segons la tradició aquesta mai va acceptar consumar el matrimoni. El germà d'al-Mufaddal va morir a mans d'un sicari fatimita i el governador d'al-Takar llavors va iniciar una persecució dels fatimites. Mufaddal destaca per la construcció d'un canal de Hanwa a Djened, i per la reparació de la mesquita de Djened. També va obligar els senyors d'Aden a pagar tribut a Sayyida Hurra (Arwa), però no va poder evitar que els imams tornessin a Zabid. En aquest temps Takar fou de fet la capital «sulàyhida» i Sayyida vivia a l'hivern a Djubla i a l'estiu a al-Takar.
El 1110 al-Mufaddal va decidir donar suport a un pretendent a l'imamat a Zabid: el germà de l'imam va rebre el suport sulàyhida i va agafar el poder. Però una vegada al tron es va enfrontar a al-Mufaddal i aquest el va voler expulsar. En aquest moment van morir a les lluites Zuray ibn Abbas i Masud ibn al-Karam en lluita contra al-Mufaddal i els dominis zuràyides es van repartir entre dos fills de Zuray. Al-Mufaddal ja estava en camí cap a Zabid quan els alides es van revoltar a al-Takar i Sayyida va quedar bloquejada al palau. Al-Mufaddal es va dirigir cap a la ciutat a la que va posar setge però Sayyida Hurra va arribar a un acord innoble amb el cap ismaïlita, que va causar tant enuig a al-Mufaddal que va morir del disgust. El cap ismaïlita llavors va permetre a Sayyida retornar al poder, mentre un cosí ocupava el lloc d'al-Mufaddal i es va mantenir un repartiment precari. El zuràyides van deixar de pagar el tribut i es va enviar una expedició de càstig que els va derrotar parcialment però finalment es va arribar a un acord pel qual el tribut es rebaixava a la meitat. Tot i així tampoc aquesta meitat fou pagada, i es va tornar a negociar un altre acord que el va tornar a rebaixar a la meitat (o sigui 1/4 part del tribut inicial) que de moment van pagar però que al cap del temps van deixar de satisfer.
El 1116 (o 1119) Ali ibn Nadjib al-Dawla va venir des de l'Egipte fatimita, com enviat del califa, reclamant l'obediència al seu senyor. Sayyida el va rebre amistosament al seu palau i va enviar al califa valuosos regals. Va aprofitar aquesta circumstància per enviar els regals amb la seva guàrdia personal, que darrerament s'havien envalentit i no la respectaven prou, i així es va desfer dels elements més desfavorables. Ali ibn Nadjib al-Dawla es va establir a al-Takar (mentre Sayyida s'establia a Djened o al-Djanad) on va fer molt per pacificar les regions del sud i mantenir-hi el control sulàyhida i va cooperar també contra els nadjàhides. El 1120 va morir assassinat a Taizz el cosí d'al-Mufaddal i els següents governadors van obeir a Sayyida.
Ali ibn Nadjib al-Dawla va intentar restaurar el control sulàyhida sobre Zabid (nadjàhida), i va atacar la ciutat el 1124; el seu cavall fou ferit en la lluita davant la porta de Kurtub i es va retirar. El 1125 es va establir a Djened (al-Djanad) i va començar a tractar malament a Sayyida, i finalment aquesta, enutjada, va reunir una força que va assetjar la ciutat. Ali va reaccionar declarant incapacitada a Sayyida i apartant-la del govern sent enviada a Dhu Djibla; però la princesa era més llesta; va enviar diners a les seves tropes, i va fer córrer el rumor de què aquests diners els enviava Ali com a suborn; immediatament les tropes fidels a Ali, adequadament esperonades per agents de Sayyida, van començar a reclamar participar en el repartiment de diners; al final els fidels d'Ali, al no rebre res, es van desbandar i l'enviat fatimita, assetjat a Djened, es va haver de rendir i fou enviat a Dhu Djibla on va haver de restaurar a Sayyida i es va haver d'humiliar demanant perdó (1125).
Aquestes notícies no van agradar a la cort fatimita que el 1126 va enviar un nou delegat que es va establir a Dhu Djibla; Ali no el va reconèixer i els dos homes es van enfrontar. Ali fou calumniat greument davant del califa i fou acusat a fabricar moneda falsa amb el nom de Nizar, el fill del califa al-Mustànsir Muad que no havia pogut arribar al poder i entorn del qual havia sorgit després del 1094 una facció fatimita. El califa al-Àmir (1101–1130) va ordenar a Ali retornar al Caire, i s'hi va negar. Sayyida Hurra li feia costat, però els seus consellers la van fer canviar d'idea i finalment va enviar al delegat a Egipte en una gàbia de fusta, juntament amb regals pel califa; Ali va ser ofegat en el vaixell que el portava d'Aden a Suakin, per ordre de Sayyida (1128). Llavors la princesa va nomenar un nou delegat fatimita, càrrec que va recaure en el gran dels zuràyides (fill de Zuray ibn Abbas al-Yamani), la família del qual va mantenir un bon temps el càrrec. El 8 d'octubre de 1130 el califa fatimita fou assassinat pels nizarites. El 1137/1138 va morir Sayyida Hurra amb 88 anys i fou enterrada a Djubla o Dhu Djibla.
El poder va passar llavors al fill d'al-Mufaddal, de nom Mansur ibn Mufaddal ibn Abi Barakat ibn al-Walid al-Hymiar, un home ja gran i que només volia viure tranquil, el qual al cap de poc temps (1142) va vendre 28 castells i ciutats dels seus domini al zuràyida Muhammad ibn Sabah ibn Abi Masud; entre aquests castells hi havia Djubla, al-Takar, Ibb i Habb. Mansur es va retirar a Taizz i a Sabir i va tenir com residència habitual a Thubat. Va morir el 1147 i el va succeir el seu fill Ahmed que es va establir a Djened i va morir el 1167 sent el darrer de la família. El poder va esdevenir local fins a l'entrada de l'aiúbida al-Muàddham Turan-Xah el 1173. Muhammad ibn Saba es va establir a al-Takar i va morir a Dumluwa el 1153 sent enterrat a la Meca i deixant només fills infants; el poder fou assolit per un eunuc com a regent que després el va deixar en mans de Yazir ibn Bilal al-Djarir que va governar fins a la conquesta aiubita el 1173.

## Genealogia dels imams sulàyhides
- Muhàmmad
  - Alí ibn Muhàmmad (+ 1066 o 1081), 1047-1066 o 1081
    - al-Muqàrram Àhmad ibn Alí 1066 o 1081-1086 (+1091)

  - Abd-Al·lah ibn Muhàmmad
    - Àhmad ibn Abd-Al·lah
      - Arwa bint Àhmad (Sàyyida Hurra), casada amb Àhmad ibn Alí, 1086-1138, va tenir dos fills (morts joves) i dues filles.

## Genealogia dels mufaddalites, clients dels sulàyhides
- Al-Walid al-Himyar
  - Abu-l-Barakat ibn al-Walid
    - al-Mufàddal ibn Abi-l-Barakat, co-regent 1091-1111
      - Mansur ibn al-Mufàddal, co-regent 1138-1142 (+1147)
        - Àhmad ibn Mansur (+1167)

    - Ibn Abi-l-Barakat (+ vers 1115)

  - Abu-l-Futuh ibn al-Walid
    - Ibn Abi-l-Futuh (+1120)

## Genealogia dels zuràyides, governadors dels sulàyhides
- Yam al-Hamdani
  - al-Kàram ibn Yam
    - Abbàs ibn al-Kàram, governador d'al-Takar vers 1084-1087
      - Zuray ibn Abbàs, governador de Dunluwa 1087-1110
        - Massud ibn Zuray, governador de Dunluwa 1110-? 
          - Sabah ibn Massud, governador d'Aden i Dunluwa ?-1137
            - Ayaz ibn Sabah, governador d'Aden i Dunluwa 1137-1139
            - Muhàmmad ibn Sabah, governador d'Aden, Khadra i Dunluwa 1139-1153
              - Tres fills infants

        - Ibn Zuray, governador de Khadra vers 1110-?
          - Fill d'Ibn Zuray, governador de Khadra ?-1145

    - Massud ibn al-Kharam, governador de Khadra vers 1084-1110